# Mi hijo, mi amor
Mi hijo, mi amor es una película dirigida por John Newland en el año 1970. Está basada en la novela Reputation for a Song, escrita por Edward Grierson.

## Argumento
Francesca Anderson lleva una vida matrimonial infeliz con su esposo Robert. Tanto más de su atención afecta a su hijo James que la recuerda a Macer, su amante muerto. Francesca es la única persona que sabe que James es, en verdad, el hijo de Macer. Correspondientemente, Francesca es celosa cuando James se enamora de Julie.
James interviene en una pelea de Francesca y Robert y mata a Robert. En el juicio, Francesca presta declaración testimonial a favor de James. James es absuelto. Muy a pesar de Francesca, se sustrae a la dependencia de su madre y decide por una vida con Julie.

## Reparto
- Romy Schneider como Francesca Anderson.
- Dennis Waterman como James Anderson.
- Donald Houston como Robert Anderson.
- Patricia Brake como Julie.
- Mark Hawkins como Macer.
- Peter Sallis como Sir Sidney Brent.
- William Dexter como Parks.
- Robert Wilde como el asistente de Parks.
- Alexandra Bastedo como Cicely Clarkson.
- Maggie Wright como prostituta.
- Janet Brown como Sra. Woods.
- Michael Forest como Chidley.
- Peter Gilmore como un barman.
- Rosalie Horner como un recepcionista.
- Arthur Howard como un juez.
- David Warbeck como Kenworthy.
- Chrissie Shrimpton como una amiga de Kenworthy.
- Cleo Sylvestre como una modistilla.

- Datos: Q847625